# Раевский, Сергей Михайлович
Сергей Михайлович Раевский (1862, Нижегородская губерния — 26 апреля 1922, София, Царство Болгария) — российский чиновник, действительный статский советник.

## Биография
Родился в семье священника. Окончил Нижегородскую духовную семинарию (1880) и Демидовский юридический лицей (1884).
Кандидат на судебные должности при Самарском окружном суде (1886), секретарь губернского акцизного управления в Самаре (1890).
Управляющий казёнными палатами: Омской, надворный советник (1892), Читинской (1897), Пермской, коллежский советник (1899), статский советник (1902), Бессарабской, действительный статский советник (1905) и Черниговской (1915).
Пожизненный почётный член Бессарабского губернского попечительства детских приютов, сотрудник Всероссийского земского союза помощи больным и раненым воинам.
В 1917—1918 годах — член Поместного Собора Православной Российской Церкви по избранию как мирянин от Черниговской епархии, участвовал в 1-й и 3-й сессиях, член Хозяйственно-распорядительного и Юридического совещаний при Соборном совете, секретарь XVI, член VI отделов.
С декабря 1917 года — член Высшего Церковного Совета, затем эмигрировал.
Член русского приходского совета при храме святителя Николая Чудотворца в Софии и епархиального совета при управляющем русскими православными общинами в Болгарии (1922), участник Русского религиозно-философского кружка.
Скончался 26 апреля 1922 в Софии. Похоронен на Софийском кладбище.

## Награды
- Орден Святого Станислава 3-й, 2-й и 1-й (1914) степени.
- Орден Святого Владимира 3-й степени (1912).
- Медаль за перепись населения (1897).
- Знак Красного Креста.